# آئوریا کروز
آئوریا کروز (انگلیسی: Áurea Cruz؛ زادهٔ ۱۰ ژانویهٔ ۱۹۸۲) یک بازیکن والیبال اهل ایالات متحده آمریکا که عضو تیم ملی والیبال زنان پورتوریکو است.